# Coppa del Mondo di combinata nordica 1984
La Coppa del Mondo di combinata nordica 1984, prima edizione della manifestazione organizzata dalla Federazione Internazionale Sci, ebbe inizio il 17 dicembre 1983 a Seefeld in Tirol, in Austria, e si concluse il 24 marzo 1984 a Štrbské Pleso, in Cecoslovacchia.
Furono disputate 7 gare in altrettante località, tutte individuali Gundersen: 6 su trampolino normale, 1 su trampolino lungo. Nel corso della stagione si tennero i XIV Giochi olimpici invernali di Sarajevo 1984, non validi ai fini della Coppa del Mondo, il cui calendario contemplò dunque un'interruzione nel mese di febbraio.
Il norvegese Tom Sandberg si aggiudicò la coppa di cristallo, il trofeo assegnato al vincitore della classifica generale. Non vennero stilate classifiche di specialità.

## Risultati
| Data             | Località         | Nazione        | Trampolino            | Spec.       | Primo                    | Secondo              | Terzo              |
| ---------------- | ---------------- | -------------- | --------------------- | ----------- | ------------------------ | -------------------- | ------------------ |
| 17 dicembre 1983 | Seefeld in Tirol | Austria        | Toni Seelos K90       | IN NH/15 km | Uwe Dotzauer Kerry Lynch |                      | Gunter Schmieder   |
| 29 dicembre 1983 | Oberwiesenthal   | Germania Est   | Fichtelberg K90       | IN NH/15 km | Andreas Langer           | Oleksandr Prosvirnin | Uwe Dotzauer       |
| 7 gennaio 1984   | Schonach         | Germania Ovest | Langenwaldschanze K90 | IN NH/15 km | Thomas Müller            | Geir Andersen        | Kerry Lynch        |
| 24 febbraio 1984 | Falun            | Svezia         | Lugnet K89            | IN NH/15 km | Rauno Miettinen          | Tom Sandberg         | Geir Andersen      |
| 3 marzo 1984     | Lahti            | Finlandia      | Salpausselkä K88      | IN NH/15 km | Thomas Müller            | Uwe Dotzauer         | Geir Andersen      |
| 8 marzo 1984     | Oslo             | Norvegia       | Holmenkollen K105     | IN LH/15 km | Espen Andersen           | Tom Sandberg         | Geir Andersen      |
| 24 marzo 1984    | Štrbské Pleso    | Cecoslovacchia | MS 1970 K88           | IN NH/15 km | Tom Sandberg             | Uwe Dotzauer         | Klaus Sulzenbacher |

Legenda:

IN = individuale Gundersen

NH = trampolino normale

LH = trampolino lungo

## Classifiche

### Generale
| Pos. | Nome                 | Nazione          | Punti |
| ---- | -------------------- | ---------------- | ----- |
| 1    | Tom Sandberg         | Norvegia         | 103   |
| 2    | Uwe Dotzauer         | Germania Est     | 89    |
| 3    | Geir Andersen        | Norvegia         | 82    |
| 4    | Thomas Müller        | Germania Ovest   | 72    |
| 5    | Oleksandr Prosvirnin | Unione Sovietica | 72    |
| 6    | Rauno Miettinen      | Finlandia        | 54    |
| 7    | Hubert Schwarz       | Germania Ovest   | 46    |
| 8    | Kerry Lynch          | Stati Uniti      | 43    |
| 8    | Hallstein Bøgseth    | Norvegia         | 43    |
| 10   | Hermann Weinbuch     | Germania Ovest   | 42    |

### Nazioni
| Pos. | Nazione          | Punti |
| ---- | ---------------- | ----- |
| 1    | Norvegia         | 245   |
| 2    | Germania Est     | 205   |
| 3    | Unione Sovietica | 169   |
| 4    | Germania Ovest   | 140   |
| 5    | Stati Uniti      | 66    |